# Eustoma russellianum
Eustoma russellianum es una planta anual o bienal, utilizada como ornamental, originaria de las praderas húmedas de la zona meridional de los Estados Unidos y norte de México.

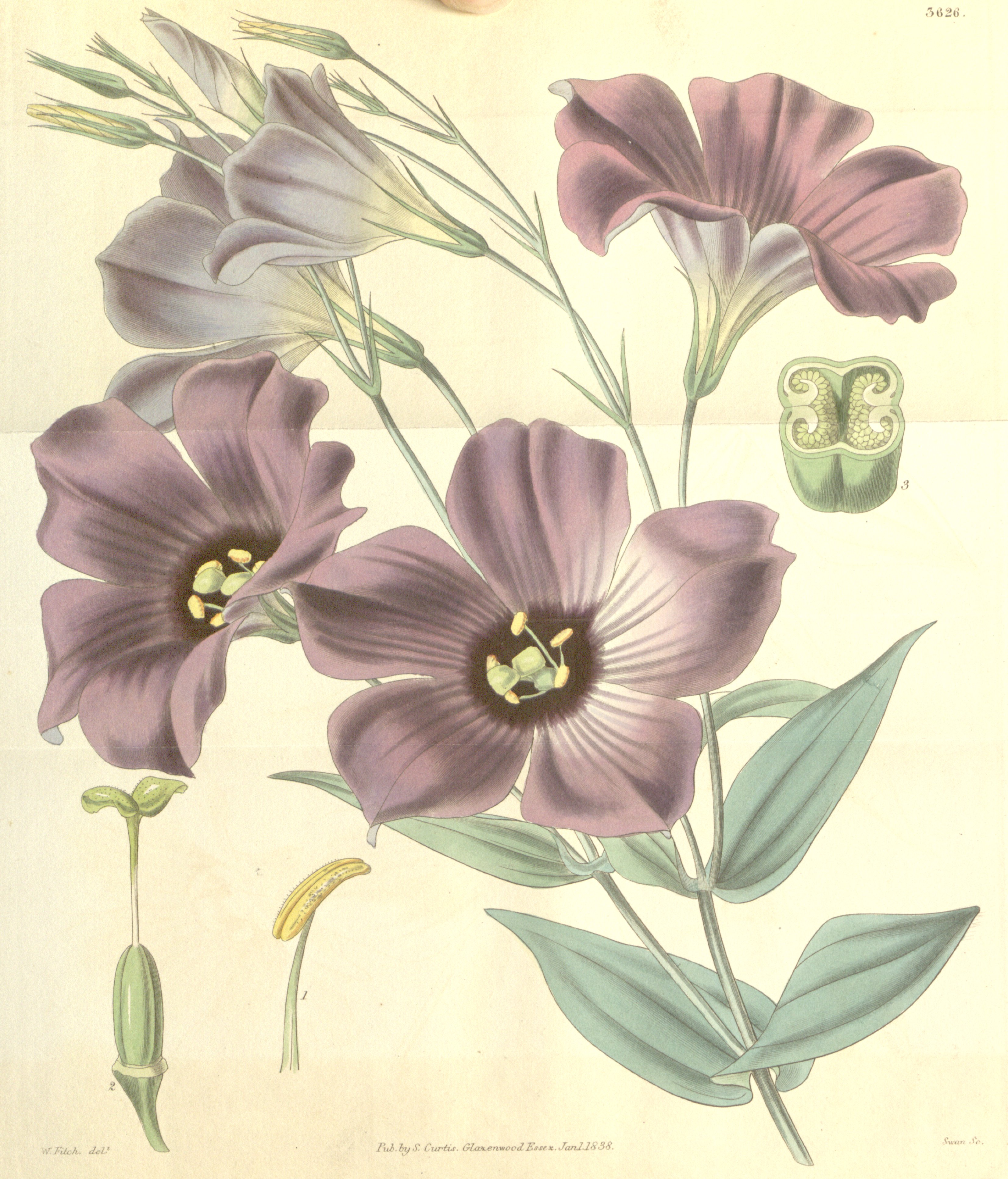
Ilustración

## Descripción
Forma una roseta de hojas, sobre la que se desarrolla un tallo de 40 o 50 cm de largo; en cuyo extremo aparecen las flores largamente pediceladas de 6 a 9 cm de diámetro y de colores entre el azul y el púrpura, en las variedades silvestres.

## Distribución
Su introducción en Europa y Japón se hizo en los años 1930.

## Cultivo
A través de sucesivos programas de mejora, realizados en su mayoría por empresas japonesas, se han obtenido variedades híbridas de flores blancas, rojas, albaricoque o con mezcla de colores, y unas longitudes de 60 a 90 centímetros, y con flores sencillas o dobles, estas últimas con dos o tres filas de pétalos.
Su utilización ornamental se ha extendido mucho a partir de mediados de la década de 1990
Su reproducción se realiza normalmente por semilla, aunque también se puede hacer por esqueje o por cultivo in vitro de tejidos.

## Taxonomía
La especie fue descrita inicialmente como Bilamista grandiflora por Constantine Samuel Rafinesque y publicado en New flora and botany of North America, 4: 93, en 1838, hoy en día es un sinónimo de esta. Más adelante, sería transferida al género Eustoma por Lloyd Herbert Shinners en The Southwestern Naturalist 2(1): 41, en 1957, nombre científico que también es un sinónimo actualmente; y ulteriormente se cambiaría la especie como Eustoma russellianum por George Don en Hortus Britannicus, ed. 3 473, en 1839, siendo esta última, descrita inicialmente como Lisianthius russellianus por William Jackson Hooker en Botanical Magazine 65: pl. 3626, en 1838, considerado tanto como un sinónimo como el basónimo de esta.

#### Etimología
Ver: Eustoma
russellianum: epíteto nombrado en honor de John Russell, duque de Bedford, 6.º duque de Bedford (1766 – 1839), político aristócrata y botánico aficionado.